# Сумы (Новосибирская область)
Су́мы — село в Каргатском районе Новосибирской области. Административный центр Суминского сельсовета. 

## География
Площадь села — 4033 гектара. 

## Население
| 2002 | 2007 | 2010 |
| ---- | ---- | ---- |
| 690  | ↘583 | ↘484 |

## Инфраструктура
В селе по данным на 2007 год функционируют 1 учреждение здравоохранения, 2 образовательных учреждения.